# Pacio do Río
Pacio do Río es un lugar de la parroquia de Rubián, en el municipio de Bóveda, en la provincia de Lugo, España.
Se encuentra a 390 metros de altitud en la confluencia de la antigua carretera LU-546 que une Lugo y Monforte de Lemos y la carretera LU-644 que llega a A Cruz do Incio. En 2017 tenía una población de 10 habitantes, 5 hombres y 5 mujeres.